# Fabiano Machado
Fabiano Machado (São Paulo, 28 mei 1986) is een Braziliaans autocoureur die in 2011 het Zuid-Amerikaanse Formule 3-kampioenschap won.

## Carrière
Machado begon zijn autosportcarrière in 2003 op 17-jarige leeftijd in het karting. Tot 2009 bleef hij hier actief. In 2010 stapte Machado over naar het formuleracing in het Zuid-Amerikaanse Formule 3-kampioenschap voor het team Cesário Fórmula. Hij won hier vier races en sloot zijn debuutseizoen met een vierde plaats af. In 2011 bleef hij voor Cesário Fórmula rijden in de Zuid-Amerikaanse Formule 3. Hij domineerde dit seizoen met 17 overwinningen uit 25 races. Hij behaalde de titel met 536 punten, 205 punten meer dan de nummer twee en zijn teamgenoot Ronaldo Freitas. In 2012 gaat Machado in Europa racen voor het team Marussia Manor Racing in de GP3 Series.